# Fésűs Tamás
Fésűs Tamás névvariáns: Fésüs Tamás (Debrecen, 1953. május 27. – Budapest, 2018. május 21.) magyar színész.

## Életpályája
Nyomdai fényképészként dolgozott és közben tagja volt a Debreceni Irodalmi Színpadnak (KISZÖV). Már 1976-tól a debreceni Csokonai Színház színészeként jelentősebb feladatokat is kapott. Színészi diplomáját 1982-ben szerezte, a Színház- és Filmművészeti Főiskolán, Marton Endre osztályban. A főiskola után is Debrecenben játszott. 1986-tól az Arany János Színházhoz szerződött. 1989-től az egri Gárdonyi Géza Színház tagja volt. 1997-től szabadfoglalkozású színművész, közben 2000 és 2008 között a Győri Nemzeti Színház társulatának volt tagja.

## Fontosabb színházi szerepei
- John Kander - Fred Ebb: Kabaré... Cliff
- Jack Popplewell - Robert Thomas: A hallgatag papagáj... szépfiú
- Tennessee Williams: Nyár és füst... Papa Gonzales
- Arthur Miller: Az ügynök halála... Happy
- Arthur Miller: A salemi boszorkányok... Thomas Putnam
- Arthur Kopit: Jaj apu, szegény apu... Rosa Fusere
- Carlo Gozzi: Turandot... Barah
- Jean Giraudoux: Trójában nem lesz háború... földmérnök
- Frank Wedekind: A tavasz ébredése... Álarcos úr
- Dale Wasserman – Mitch Leigh – Joe Darion: La Mancha lovagja... Pedro, öszvérhajcsár
- Karel Čapek – Josef Čapek: A végzetes szerelem játéka... Dottore
- Max Frisch: Ha egyszer Hotz úr dühbe gurul... Wilfrid
- Joseph Otto Kesselring: Arzén és levendula... Mortimer
- Ion Luca Caragiale: Az elveszett levél... Catavencu, ügyvéd, liberális újságíró
- Bertolt Brecht: A városok sűrűjében... John Garga
- Bertolt Brecht - Kurt Weill: Koldusopera... Horgasujjú Jakab
- George Bernard Shaw: Szent Johanna... La Hire kapitány
- Ken Kesey: Száll a kakukk fészkére... Dr. Spivey
- Makszim Gorkij: Éjjeli menedékhely... Tatár
- Mihail Afanaszjevics Bulgakov: A Mester és Margarita... Arimam
- Anton Pavlovics Csehov: Három nővér... Csebutikin (katonaorvos); Rode, Vlagyimir Karlovics, hadnagy
- Fjodor Mihajlovics Dosztojevszkij: Karamazov testvérek... Dmitrij
- Alekszandr Vologyin: Krimi a kőkorban... Nagymenő
- Mark Twain: Tom Sawyer mint detektív... Jake Dunlap
- Bengt Ahlfors: Színházkomédia... Harry
- Lionel Bart: Oliver!... Bill Sikes
- William Somerset Maugham - Nádas Gábor - Szenes Iván: Imádok férjhez menni... Fred
- Friedrich Schiller: Ármány és szerelem... Komornyik
- Carlo Goldoni: A kávéház... Ridolfo
- Carlo Goldoni: Szmirnai komédiások... Pasqualino
- Székely János: Vak Béla király... testőr
- Leonard Bernstein – Arthur Laurents – Stephen Sondheim: West Side Story
- William Shakespeare: Hamlet... Laertes; Rajnald, Polonius embere
- William Shakespeare: Othello, a velencei mór... Herceg
- William Shakespeare: III. Richárd... Edward
- William Shakespeare: Tévedések vígjátéka... Ephesusi Antipholus
- William Shakespeare: Rómeó és Júlia... Montague (veronai családfő, a Capuletek ellensége)
- William Shakespeare: Szentivánéji álom... Demetrius, szerelmes Hermiába; Philostrat (ünnepélyrendező Theseusnál)
- William Shakespeare: Lear Király... Edgar
- Jókai Mór - Tolcsvay Béla - Tolcsvay László - Böhm György - Korcsmáros György: A kőszívű ember fiai... Ödön
- Jókai Mór: A kőszívű ember fiai... Richárd
- Jókai Mór: Thália szekerén... Sehi
- Heltai Jenő: Léni néni... Don Lopez
- Móricz Zsigmond: Nem élhetek muzsikaszó nélkül... Balázs
- Móricz Zsigmond: Rokonok... Főmérnök
- Móricz Zsigmond: Úri muri... Borbíró
- Szép Ernő: Vőlegény... Rudi
- Molnár Ferenc: Egy, kettő, három... Antal
- Kemény Zsigmond: A rajongók... I. Rákóczi György
- Tamási Áron: Ördögölő Józsiás... Villikó
- Sarkadi Imre: Elveszett paradicsom... Sebők Imre
- Görgey Gábor: Komámasszony, hol a stukker?... Márton, a vidéki
- Szakonyi Károly: Hongkongi paróka... Zombori Ottó
- Békés Pál: New-Buda... Pomutz György
- Ács János: A mennyei híd... Alvarado (hajóskapitány)
- Bereményi Géza: Az arany ára... Tarzan
- Kiss Csaba: Hazatérés Dániába... Komikus
- Tóth-Máthé Miklós: A fekete ember... Méliusz Juhász Péter
- Háy Gyula: CAliguLÓ... Matróz
- Walter Bobbie – Tom Snow – Dean Pitchford: Rongyláb (Footlose)... Roger Dunbar, edző
- Ödön von Horváth: Mesél a bécsi erdő... Alfred
- Ábrahám Pál: Viktória... Miki, Viktória öccse
- Kálmán Imre: Marica grófnő... Mihály

## Filmek, tv
- Mephisto (1981)
- Családi kör (sorozat) (1981)
- Liszt Ferenc (sorozat) A jövő határtalan távlatában című rész (1982)
- Szent Kristóf kápolnája (1983)
- Szomszédok (sorozat)

13. rész; (1987)... orvos
32. rész; 42. rész (1988)... orvos
190. rész; 191. rész (1994)... pincér